# 幸福不二家
《幸福不二家》（日语：しあわせ），2016年台灣偶像劇，為台視周五優質戲劇。由竇智孔、大久保麻梨子、黃嘉千、羅北安、吳心緹、曾少宗領銜主演。於2014年12月10日開拍，2015年3月23日全劇殺青。台視主頻於2016年1月29日晚上10點首播，4月29日播出最終回，全劇共14集。
TVBS歡樂台於2016年1月30日晚上10點播出，台視主頻、TVBS歡樂台劇後播出幕後花絮《不二家，放飯囉》。本劇劇本入圍中華民國文化部102年度電視節目劇本創作獎。

## 播出時間

### 首播
| 頻道         | 所在地 | 播映日期       | 播出時間                                         |
| ------------ | ------ | -------------- | ------------------------------------------------ |
| 台視主頻     | 臺灣   | 2016年1月29日  | 每週五 22:00-23:30                               |
| TVBS歡樂台   | 臺灣   | 2016年1月30日  | 每週六 22:00-23:30                               |
| 愛奇藝台灣站 | 臺灣   | 2016年1月30日  | 每週六 23:30-01:00上架新集 （APP、官網同步上架） |
| Viu          | 香港   | 2016年1月29日  | 每週五 深夜上線                                  |
| Now觀星台    | 香港   | 2016年10月14日 | 每週一至五 20:30-22:00                           |

### 重播
| 頻道       | 所在地 | 播映日期      | 播出時間           |
| ---------- | ------ | ------------- | ------------------ |
| 台視主頻   | 臺灣   | 2016年1月31日 | 每週日 23:45-01:15 |
| 台視主頻   | 臺灣   | 2016年2月5日  | 每週五 15:05-16:40 |
| 台視主頻   | 臺灣   | 2016年2月6日  | 每週六 13:00-14:30 |
| TVBS歡樂台 | 臺灣   | 2016年1月31日 | 每週日 10:00-11:30 |
| TVBS歡樂台 | 臺灣   | 2016年2月6日  | 每週六 16:00-17:30 |

## 演員陣容

### 主要演員
| 演員         | 角色                                              | 介紹 | 登場集數 |
| 竇智孔       | 紀潤華 松坂潤 （松坂哥哥）                        | “我能用充滿正面能量和無添加的天然美味料理，帶給人們溫暖跟幸福！” 30歲，台南人，前‘一番’日本餐館老闆，刀功一流，但廚藝差勁，所以曾經被僱用為領班冷檯師，每開一家店，就很快倒閉（七次），成為‘倒店王’，當他的‘一番料理店’被江一郎和松坂七海救回，成為‘松坂家’後，被入贅成為松坂七海的‘哥哥’，松坂一郎的‘兒子’和徒弟，但根本毫不習慣成為員工，第6、7集、即使痔瘡破裂，依然對七海愛護有加，所以他們日久生情。第8集，依然沒有練成“鰻魚飯”，也拒絕Yui的追求。本人有副修日語，會基本日語。第10集懷疑江一郎真的是紀潤華的生父。 第12集經由和媽媽的談話內容中，又更加肯定江一郎就是自己的生父，可是，生父多年前已故。喜歡松板七海。第14集被阿強等警察逮捕，短期在小劉的大酒店當主廚，卻決定在“不二家”當主廚。 | 全劇     |
| 大久保麻梨子 | 松坂七海 （松坂妹妹、櫻花妹、Nanami、Japan Girl） | 「這根本就不是日本料理！」 台日混血的沖繩人，個性傲嬌而衝動，因為被江一郎的日本料理所吸引，醉茫茫之下把紀潤華的料理店保住，成為老闆娘和服務員，但要所有人住在那裡，更要入贅成為松坂家人，但後來發現她自定的條款存在太多漏洞，為免穿幫，老爹幫忙設定‘十號桌’（幽靈桌，櫃檯，後來成為“家庭會議”的暗號，也延伸到員工宿舍）。她的前夫李康德是台灣人，但婚姻只維持三個月，加上爸爸是台灣人，所以她的中文程度很好，雖然自己定下‘禁愛令’，但對‘假哥哥’——紀潤華——日久生情。第8集，其實是以過來人身份，希望Yui 不要入贅到松坂家或「外嫁」到松坂家(就算松坂一家本是假家人)，也幫Yui 跟她的家人和好，第9集，卻要面對自己的父母，他們到台灣開設的日本料理店“松坂屋”要跟“松坂家”競爭。喜歡紀潤華。第14集，在“松坂家”解散的一年裡，在東京念餐飲管理，以為“不二家”是被外人接手，其實是被蔡雲雀接手。                                   | 全劇     |
| 黃嘉千       | 蔡雲雀 松坂雲雀 （松坂媽媽、Hibari）              | “沒禮貌！叫我‘蔡小姐’!” 松坂一郎的‘妻子’，本名‘蔡亞薰’，台北人，後來隨夫嫁到台中，離婚後改名。東吳大學學士畢業生。紀潤華、松坂七海的‘媽媽’和房東。不會日語。曾是知名企業老闆，認識李火泰和王雪紅，性格強勢和勢利，也非常迷信（篤信風水）。閨密跟她前夫劈腿，加上自己阿嬤也要她籌醫藥費，所以願意成為‘松坂媽媽’，尤其是‘兒子’是她的前租客——紀潤華。酒後跟江一郎一樣會失心瘋，卻意外助七海成功跟李康德離婚，也讓李康德的媽媽跟李火泰離婚。第9集協助真正的松坂媽媽——松坂惠子“搞失踪”，其實是帶她觀光。在第14集，再次串通惠子讓七海回台灣生活，也跟江一郎交往，並重新以“不二家”開業。 | 全劇     |
| 羅北安       | 江一郎 松坂一郎 （松坂爸爸、老爹、胖子、小胖）    | 「讓我告訴你，什麼才叫日本料理！」 56歲 (本人也是)，性情暴躁，也有酗酒習慣，曾因為把所有屬下、學徒和客人趕退而被革職，也因此被妻兒離棄。在紀潤華的‘一番料理店’喝酒後，因為本身是擅長日式料理的主廚，把他的料理店救回，但為逃過警察追捕而假裝成為日本人，入贅後成為松坂七海和松坂潤的‘爸爸’。從小有料理天份，是吳文欽的老朋友、老鄰居和“衣食父母”，但因為工作關係而不能相認。在第5集，因為七海慶祝成功離婚而喝酒，某人把吳文欽送他的陳年烈酒喝光，並打破酒瓶，加上被顧客指控他食物難吃，在多重打擊下離開“松坂家”。第6集才發現需要戒酒，而感謝他們把好友送他的酒喝光並打破，卻讓蔡雲雀送一瓶同樣的酒為替補，也正式收紀潤華為徒。第8集開解雲雀，模仿阿嬤勉勵她的話後，承諾會親自提醒她現在的她已經比以前更好了。本人的家庭也在第12集客串。“松坂家”解散後一年，在串燒店跟蔡雲雀工作，也跟她交往，後來在“不二家”當第二主廚。 | 全劇     |

### 其他演員
| 演員       | 角色            | 介紹 | 登場集數            |
| 吳心緹     | 楊悠依 （Yui）  | 20歲，大學生，也是日本文化社團員，是‘松坂家’第一個顧客，後成為‘松坂家’常客。因為迷戀松坂潤，第七集應徵成為松坂小妹和工讀生，後來跟七海承認是為了「阿潤哥哥」，也無心拆穿他們是假家人。因為沒有成為服務員的能力，主力負責外場及FB粉絲團經營(外場的部分到第八集沒有繼續，在第十二集因為七海生病而恢復)，因長相青春又討喜年輕，性格熱情甜美，又天真無邪，天然呆的個性深受客人喜愛。但因為跟自己的家人鬧翻，松坂家決定辦日式“成年禮”，跟Yui 和父親、阿姨和好，後來Yui 決定回父親身邊，也透露她跟阿潤告白失敗。第9集因為父親和阿姨出國而再次成為留守女。第10集被老彭告白，但是給了老彭第35號的號碼牌，因為老彭是第35個跟Yui告白的人，第一順位是老爹(江一郎)。第11集，因為紀潤華跟七海不和而罷工，Yui臨時代班。第12集，在「康德家」的低價路線吸引下，到目前為止唯一一次沒在松坂家用餐。第13集，發現紀潤華的身分證，而得知他是台灣人，但在松坂家的謊言下，暫時蒙騙過去。第14集，發現松坂一家全是騙子，氣憤下離開他們。一年後跟老彭交往，在“不二家”負責FB粉絲團、外場和侍應工作 （但沒有列入新條款內），也有兼職當模特兒。 | 1-5 、7-14          |
| 素珠       | 阿嬤            | 蔡雲雀的阿嬤，在“靜心療養院”修養，以為蔡雲雀大學畢業，但其實她對蔡雲雀長年失業看不過眼。她一直以為孫女還是小卉的閨蜜，但依然喜歡她。第11集跟江一郎坦承她在人前假裝患有失智症。第14集，“松坂家”員工們探望她，幾天後離世。 | 1-3、6-7、10-11、14 |
| 蔡振南     | 李火泰          | 李康德的爸爸，立法委員，家境優渥。嚴重“大男人主義”。李家曾在日治時代被日本人迫害，所以一直不承認李康德和松坂七海的婚姻，對日本人不懷好意，更瞧不起被‘入贅’的台灣人 （李家祖訓第二條），但為了不讓李康德離婚，讓另一個家醜外揚（李家祖訓第一條），想松坂七海和李康德持續婚姻，但在威逼下適得其反，跟妻兒決裂，更令自己高血壓問題而昏倒。但在第11集透露他已改過自新。 | 3-4                 |
| 林美照     | 李康德的媽媽    | 台灣人，七海的前婆婆，思想傳統，獨自守在李家豪宅，但也因為七海不喜歡宅在家裡，以及康德常常在外工作應酬而喝醉酒，理念不合而同意他們申請離婚，自己也跟李火泰離婚，卻也受李康德支持。在第11集透露李火泰已改過自新。 | 3-4                 |
| 曾少宗     | 李康德          | 台灣人，‘松坂家’常客，松坂七海的前夫，知道‘松坂家’其實是假家人。本人會講日語。第11集有意自立門戶，接替“松板屋”舊址。新店開幕後跟七海重新告白。第12集，疑似暗地指使員工誹謗松坂家。第13集，已證實是他做的，並威脅江一郎離開松坂家，否則就要爆料給記者知道松坂家假扮日本人。被阿潤發現後，挨了重重的一拳。在第14集，跟阿強報案紀潤華破壞他店內物品，也得在一年內讓江一郎和蔡雲雀不能與紀潤華聯繫。 | 2-4、11-14          |
| 吳定謙     | 阿强            | 警察，已婚，‘松坂家’常客，本人跟戲裡一樣，都是吳念真之子。第6集暗示雲雀是“黑心房東”。 第8集找到報Yui失踪的楊爸爸。第9集發現‘松坂家’對面也開了日本料理餐廳。其實他比老彭和Yui更早知道松坂家是假家人的事，卻跟老彭求情。第14集，康德報案，以毀損罪把紀潤華逮捕。最後帶著吳念真到“不二家用餐並讓吳念真跟江一郎重逢” | 1、6、8-9、13-14    |
| 潘慧如     | 小卉            | 蔡雲雀的前閨蜜，台中人也是她前夫的情婦，曾被阿嬤稱讚她溫柔體貼、勤儉賢慧。曾跟蔡亞薰合資經營“亞卉日本料理”拉麵店。被Yui向老彭批評，現時生意蕭條，但曾是人氣拉麵店，也拿過“最佳經營者獎”。第10集，蔡雲雀為救“亞卉日本料理”拉麵店，把自己的股份正式變賣。第11集首次脾氣大爆發，但“亞卉日本料理”在松坂家解散後一年也準備歇業。 | 7、10-11            |
| 柯一正     | 七海父          | 台灣人，但因為能操流利國語和日語，曾是日本有名餐飲企業老闆，廚藝一般，對七海家教很嚴，一直不看好七海在台灣生活，但因為當時是他的生日，七海才跟他來電祝賀。在第9集，跟妻子來台灣，在“松坂家”對面開日本料理餐廳，名為“松坂屋”，為了與女兒的松坂家競爭。第10集和七海和好後，已和惠子一起回日本了。在七海的成年禮時間錦囊裡，有家鄉秘傳的味噌湯、手錶和七海的卡片。本人不會日語。第14集，“松坂家”醜聞也被日本媒體報導，所以趕回台灣，跟妻子再次遊說七海回日本。 | 1、6、8-10、14      |
| 中村多喜子 | 惠子 （Keiko）  | 日本人，思想傳統，七海雖然默默支持七海，但發現七海訛稱自己有哥哥而與丈夫跟“松坂家”競爭。她也為勸七海回日本，而特意學中文。本人也不會國語。“松坂家”到旅館求情後失踪，其實被蔡雲雀邀請觀光。第10集與老公回日本。 | 6-7、9-10、14       |
| 張倩       | 傅麗萍 （PoPo） | 紀潤華的媽媽，單親媽媽，蔬果店老闆娘。因為母子感情要好，常被誤為他們是情侶。 11、12 兩集有暗示為一郎的前妻。第14集，本名在紀潤華被抓前透露，但她也透露其實紀潤華的生父早已離世。 | 5、11-12、14        |

### 客串演出
| 演員                    | 角色                    | 介紹 | 登場集數             |
| 吳念真 （吳文欽、阿欽） | 吳念真 （吳文欽、阿欽） | 飾演本人，本名吳文欽。知名導演、作家，Yui 和台灣人的偶像。江一郎的換帖兄弟，跟他是大學同學和老鄰居，但一郎正在工作，以日語對答，讓他以為他是日本人，加上江一郎在老教官的告別式時躲著他。本人是吳定謙之父。小時候品學兼優，但因為家境貧窮及身體瘦小而常被欺負，多次由江一郎解圍。 偶然到松坂家用餐，卻發現主廚是好兄弟江一郎，兩人多年相逢卻不相識，兩人只能用自己的方式暗自關懷老朋友… 江一郎的陳年烈酒在七海離婚慶祝後被打破，是阿欽送給他的畢業禮物，為報復，江一郎把各人最珍貴的物品偷走。第5集歸還，第6集，江一郎才發現需要戒酒，而感謝他們把好友送他的酒喝光並打破，卻讓蔡雲雀送一瓶同樣的酒為替補。第14集回“不二家”，透露自己是阿強的爸爸，也再帶一瓶相同的陳年烈酒。 | 2-3、14              |
| A'N'D-安娜              | 服務員                  | 日本人，“鯉魚場”日本餐廳服務員，與松坂七海是好朋友。12集沒有現身，僅出現在通話及與康德合照的照片中。 | 1、12 （照片裡）、14 |
| 許騰方                  | 小劉                    | 紀潤華的高中同學，大酒店老闆，但知道他的廚藝差勁，而讓他成為領班冷檯師。他拒絕後，後來讓他做便當訂單，但廚藝依然沒有進步而絕交。但在第14集，即一年後，紀潤華再次到酒店做鰻魚飯給他試吃，也讓他成為酒店日本菜部主廚。 | 1、14                |
| 簡漢宗                  |                         | “鯉魚場”日本餐廳老闆，松坂七海及江一郎的前雇主。不但視錢如命又常對七海毛手毛腳，讓兩人憤而離職。後來也不幫江一郎保護專業名譽，知道‘松坂家’其實是假家人。 | 1、4                 |
| 王淮仲                  |                         | “鯉魚場”日本餐廳顧客。 | 4                    |
| 邱彥翔                  | 彭彥達 （老彭）         | 35歲，南部人，‘Net News’網絡新聞記者，曾為‘一番’寫下惡評，後來成為‘松坂家’常客，被民眾爆料說‘松坂家’不是一家日本人。在第8集想從Yui口中挖松坂一家的新聞時，卻被Yui意外潑倒味噌湯。第10集發現七海跟七海的親父母在一起，卻被他們認為“遠房親戚”，後來跟Yui告白，但是拿到的是第35號的號碼牌。第12集，到「康德家」採訪，並告知松坂家，康德家的低價策略。第13集，得到爆料，因此知道松坂家是假日本人，卻因為各人求情，和阿強的擔保，決定把草稿刪除。但在第14集，因為紀潤華被捕，“松坂家”是假家人的秘密正式曝光。新聞曝光後一年，正式跟 Yui 交往。 | 2-3、5、7-14         |
| 安伯政                  |                         | 李家的小弟。 | 3-4                  |
|                         | 老師                    | 飾演本人，Yui 在大學社團的老師。幕後反教七海怎樣教Yui穿和服。 | 8                    |
|                         | 楊爸爸                  | Yui 的爸爸，拆穿Yui的謊言（她根本沒有弟弟，“弟弟”是家中老狗的名稱，Yui是跟繼母不合），松坂家為幫Yui 和好，邀請他和妻子到松坂的家為 Yui 辦“成年禮”。 | 8                    |
|                         | 楊阿姨                  | Yui 的繼母，跟Yui感情不好。 | 8                    |

## 收視率

### 台視週五首播收視率
| 播出日期      | 集數       | 平均收視 | 排名 | 備註                                                           |
| ------------- | ---------- | -------- | ---- | -------------------------------------------------------------- |
| 2016年1月29日 | 1          | 0.61     | 3    | 1989一念間1.19，廉政英雄1.07                                   |
| 2016年2月5日  | 2          | 0.84     | 2    | 廉政英雄1.22，1989一念間（第1集重播）0.78                      |
| 2016年2月12日 | 3          | -        | 3    | 廉政英雄1.20，1989一念間（第2集重播）0.91                      |
| 2016年2月19日 | 4          | 0.60     | 3    | 1989一念間1.48，廉政英雄1.30                                   |
| 2016年2月26日 | 5          | 0.65     | 3    | 1989一念間1.69（有線收視：2.09），廉政英雄1.29                 |
| 2016年3月4日  | 6          | 0.63     | 4    | 1989一念間1.69（有線收視：2.10），紫色大稻埕1.33，廉政英雄0.99 |
| 2016年3月11日 | 7          | 0.75     | 4    | 1989一念間1.74，紫色大稻埕1.30，廉政英雄1.27                   |
| 2016年3月18日 | 8          | 0.76     | 4    | 1989一念間1.52，紫色大稻埕1.21，廉政英雄1.07                   |
| 2016年3月25日 | 9          | 0.57     | 4    | 1989一念間1.92，紫色大稻埕1.25，廉政英雄0.97                   |
| 2016年4月1日  | 10         | 0.55     | 4    | 1989一念間1.52，廉政英雄1.14，紫色大稻埕0.99                   |
| 2016年4月8日  | 11         | 0.48     | 4    | 1989一念間1.54，廉政英雄1.04，紫色大稻埕0.89                   |
| 2016年4月15日 | 12         | 0.49     | 4    | 我的老師叫小賀1.90，1989一念間1.71，紫色大稻埕1.17             |
| 2016年4月22日 | 13         | -        | 4    | 1989一念間1.91，我的老師叫小賀1.65，紫色大稻埕0.94             |
| 2016年4月29日 | 14         | 0.55     | 4    | 最終回                                                         |
| 平均收視率    | 平均收視率 | 0.62     | -    | -                                                              |

- 同時段偶像劇：民視：《廉政英雄》/《我的老師叫小賀》、三立都會台：《1989一念間》、三立台灣台：《紫色大稻埕》
- 由AGB尼爾森調查，調查範圍是四歲以上收看電視之觀眾。

## 電視劇歌曲
| 曲別   | 歌名       | 演唱者 | 作詞   | 作曲   |
| 片頭曲 | 不再怕寂寞 | 曾沛慈 | 葉翊忻 | 葉翊忻 |
| 片尾曲 | 一個人     | 韋禮安 | 韋禮安 | 韋禮安 |
| 插曲   | 留給你的愛 | 吳汶芳 | 吳汶芳 | 吳汶芳 |
| 插曲   | 最美的等候 | 郭靜   | 雍巧筠 | 雍巧筠 |
| 插曲   | 玩遊戲     | 韋禮安 | 韋禮安 | 韋禮安 |
| 插曲   | 面具       | 韋禮安 | 韋禮安 | 韋禮安 |

## 製作團隊
- 導演：陳希聖
- 編劇：林其樂、林真豪、許肇玲、林萱、蔡孟芬、陳希聖
- 監製：李立國、潘逸群
- 製作人：王瑤慈、王家文
- 製作公司：台灣電視事業股份有限公司、大觀影視有限公司
- 承攬拍攝：驚嘆號藝能
- 協助拍攝：新北市協拍中心
- 贊助單位：龜甲萬

## 拍攝場景
- 中和區安平派出所
- 藏苑日本料理餐廳
- 松坂家日式料理店（主場景）掛門簾、齊喊開店口號
- 新竹縣竹北市縣政二路豪宅( 康德家 )

## 外部連結
- 官方网站－台視（繁體中文）
- 官方网站－TVBS（繁體中文）
- 幸福不二家的Facebook專頁（繁體中文）
- YouTube上的幸福不二家頻道（繁體中文）

| 臺灣 台視主頻 周五優質戲劇                   | 臺灣 台視主頻 周五優質戲劇                  | 臺灣 台視主頻 周五優質戲劇 |
| -------------------------------------------- | ------------------------------------------- | -------------------------- |
|                                              | 幸福不二家 （2016年1月29日－2016年4月29日） |                            |
| 唯一繼承者 （2015年10月16日－2016年1月22日） | 遺憾拼圖 （2016年5月6日－2016年8月12日）    |                            |

| 臺灣 TVBS歡樂台 每週六 22:00 - 23:30         | 臺灣 TVBS歡樂台 每週六 22:00 - 23:30        | 臺灣 TVBS歡樂台 每週六 22:00 - 23:30 |
| -------------------------------------------- | ------------------------------------------- | ------------------------------------ |
|                                              | 幸福不二家 （2016年1月30日－2016年4月30日） |                                      |
| 唯一繼承者 （2015年10月17日－2016年1月23日） | 遺憾拼圖 （2016年5月7日－2016年8月13日）    |                                      |

| 香港 Now觀星台 星期一至五 20:30 - 22:00       | 香港 Now觀星台 星期一至五 20:30 - 22:00       | 香港 Now觀星台 星期一至五 20:30 - 22:00 |
| --------------------------------------------- | --------------------------------------------- | --------------------------------------- |
|                                               | 幸福不二家 （2016年10月14日 - 2016年11月2日） |                                         |
| 我的30定律 （2016年9月22日 - 2016年10月13日） | 必娶女人 （2016年11月3日 - 2016年11月23日）   |                                         |